# 恩塞納達
31°47′N 116°36′W / 31.783°N 116.600°W

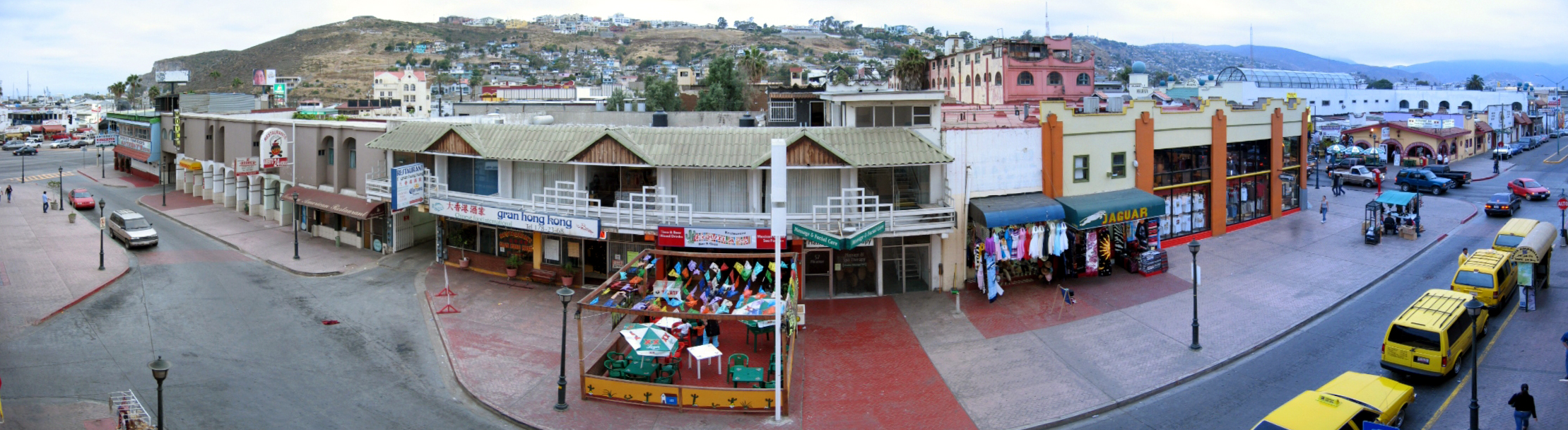
恩塞納達山景

恩塞納達（西班牙語：Ensenada）是墨西哥下加利福尼亞州的第三大城市，距離北面的蒂華納116公里，根據2005年人口普查計有260,075人。
恩塞納達是下加州唯一深水港，成為國際航程中的一個重要港口，連接拉巴斯、曼薩尼、馬薩特蘭、阿卡普爾科、瓦爾帕萊索、加州長灘、洛杉磯，以至橫濱及香港；恩塞納達亦是旅行郵輪的一個熱門中途站，拉普發多拉海水噴泉每年吸引不少遊客。兩面環山，在國內以出產紅酒著名，亦設有軍事基地。

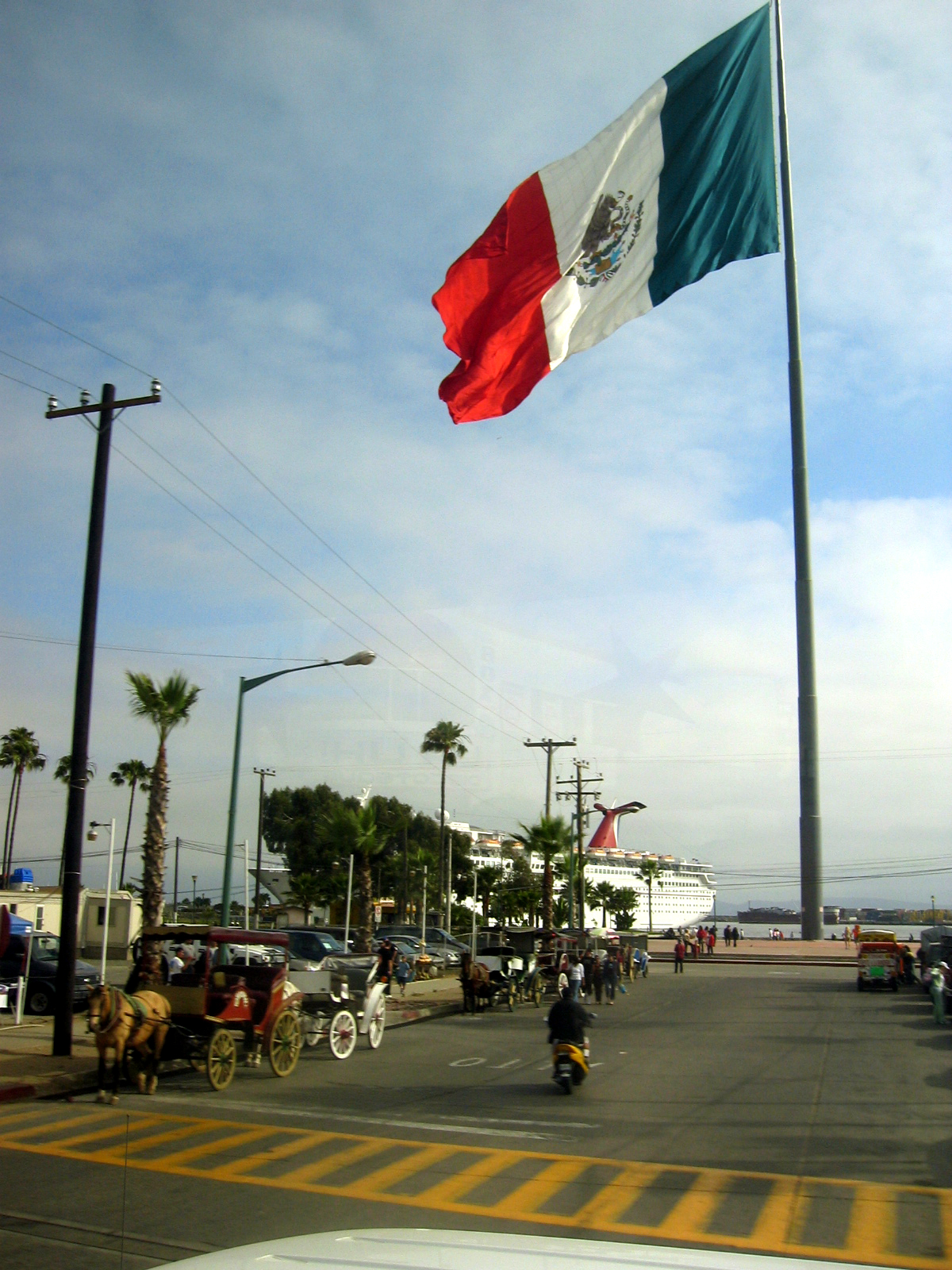
恩塞納達大國旗

2005年，州政府在海岸邊竪立起大國旗。

## 漁產
恩塞納達是墨西哥面對太平洋的一個漁港，被譽為「世界黃尾蝶魚之都」，漁民可捕獲超過九十種魚類，包括鮪魚、蝦、龍蝦、鮑魚、海膽、沙丁魚、鯖魚、海苔等。大部份漁穫出口往東亞。